# Kitagata
Kitagata (北方町, Kitagata-chō) est un bourg du district de Motosu, dans la préfecture de Gifu au Japon.

## Géographie

### Situation
Kitagata est situé dans la plaine de Nōbi, dans le sud de la préfecture de Gifu, à l'ouest de la ville de Gifu.

### Municipalités limitrophes
| Motosu | Motosu   | Gifu |
| Motosu | Kitagata | Gifu |
| Mizuho | Mizuho   | Gifu |

### Démographie
Au 1er mai 2014, la population de Kitagata s'élevait à 18 356 habitants répartis sur une superficie de 5,17 km2. Au 1er septembre 2024, elle était estimée à 18 558 habitants.

## Histoire
Le bourg moderne de Kitagata a été créé le 1er juillet 1889 à la suite de la mise en place du système de municipalités modernes.